# Aston Martin
Aston Martin is een Engels automerk.

## Activiteiten
Aston Martin is een producent van exclusieve personenwagens. In 2023 verkocht het bedrijf zo'n 6600 (2016: 3700) voertuigen via 163 dealers in meer dan 50 landen. De belangrijkste afzetmarkten zijn de Verenigde Staten en het Verenigd Koninkrijk. Per 31 december 2023 telde het 2740 medewerkers.
| Jaar | Autoverkopen (in stuks) | Omzet | Bedrijfs- resultaat | Netto- resultaat |
| ---- | ----------------------- | ----- | ------------------- | ---------------- |
| 2015 | 3615                    | 510   | −58                 |                  |
| 2016 | 3687                    | 593   | −32                 |                  |
| 2017 | 5098                    | 876   | 149                 | 77               |
| 2018 | 6441                    | 1097  | 73                  | −57              |
| 2019 | 5862                    | 997   | −37                 | −104             |
| 2020 | 3394                    | 612   | −323                | −411             |
| 2021 | 6178                    | 1095  | −77                 | −189             |
| 2022 | 6412                    | 1382  | −142                | −528             |
| 2023 | 6620                    | 1633  | −111                | −227             |

In juni 2020 maakte Aston Martin bekend dat er 500 banen, zo'n 20% van het totaal, gaan verdwijnen. Mede door de coronapandemie staan de autoverkopen onder druk en moeten de kosten omlaag.

## Aandeelhouders
In 2007 werd Aston Martin verkocht door Ford Motor Company voor US$ 925 miljoen aan een groep investeerders onder leiding van de Britse motorsportondernemer David Richards. Sinds 2007 is Investment Dar uit Koeweit grootaandeelhouder in Aston Martin. In 2012 kocht Investindustrial, voorheen eigenaar van motorfietsfabrikant Ducati, een belang van 37,5% voor 190 miljoen euro. Verder zal het nog eens 625 miljoen euro investeren voor de totstandkoming van nieuwe producten en technologieën waarmee Aston Martin weer financieel gezond moet worden. Daimler heeft een belang van 4,9%. 
In mei 2017 werd bekend dat Aston Martin overweegt om naar de Londense effectenbeurs te gaan in 2018. Vanaf  3 oktober 2018 staat een kwart van de aandelen op de beurs genoteerd. De introductiekoers was vastgesteld op £ 19 waarmee de totale beurswaarde uitkwam op £ 4,3 miljard.
Begin 2020 maakte de Canadees Lawrence Stroll bekend een groot belang in de onderneming te kopen. Aston Martin zit in financiële problemen en met deze aankoop van aandelen kan het bedrijf weer vooruit. De financiële injectie bedraagt zo'n 500 miljoen pond sterling in totaal. In ruil wordt Stroll ook voorzitter in het bedrijf. Vanaf eind september 2022 is de Chinese autofabrikant Zhejiang Geely Holding Group aandeelhouder geworden met een belang van 7,6%.

## Geschiedenis
Ingenieur Robert Bamford en Lionel Martin begonnen in 1914 met de bouw van auto's nadat beide heren een jaar eerder samen besloten hadden om auto's van het merk Singer te gaan verkopen. De eerste auto was een op een Isotta Fraschinichassis gebouwde 1400 cc-racer. De naam Aston Martin ontstond door een overwinning van Lionel Martin op de "Aston Clinton Hillclimb" bij het plaatsje Aston Clinton.
In de werkplaats aan Abingdon Road in Kensington werd in 1915 de eerste geregistreerde auto gebouwd.
Tijdens de Eerste Wereldoorlog lag de productie bij Aston Martin stil. Na de oorlog werd Aston Martin nieuw leven ingeblazen door graaf Louis Zborowski. In 1920 stapte Bamford echter op, waarna Aston Martin in 1922 racewagens maakte voor deelname aan de Grote prijs van Frankrijk. Daarnaast werden in Brooklands wereldsnelheids- en -duurrecords verbroken, maar productiemodellen zouden nog een paar jaar op zich laten wachten.
In 1924 vertrok Lionel Martin en ging het merk failliet, waarna een aantal rijke investeerders onder de naam Renwick en Bertelli het merk overnamen. Onder leiding van Lord Charnwood werd Aston Martin Motors verhuisd naar Feltham. In 1927 werd een 10HP gepresenteerd. Het merk kende in deze tijd enkele successen in onder andere Le Mans en de Ultster. In 1931 werd het merk, na liquiditeitsproblemen, overgenomen door Lance Prideaux-Brune en R. Gordon Sutherland. Deze nieuwe eigenaren besloten om zich in 1936 te gaan concentreren op de productie van auto's die bedoeld waren voor de normale weg.
Na tijdens de Tweede Wereldoorlog een sluimerend bestaan te hebben gehad werd Aston Martin in 1947 overgenomen door Sir David Brown, een tractorfabrikant (David Brown Engineering Limited). Een jaar na de overname nam Brown het merk Lagonda over, en voegde dit merk juridisch en fysiek bij Aston Martin. In 1954 kocht Brown een locatie aan de Tickford Street in Newport Pagnell en dat luidde met de DB1 uit het begin in van de inmiddels klassiek geworden serie auto's met de naam DB (de initialen van David Brown). Na de DB1 en DB2 werd in 1957 de raceauto DB3 geïntroduceerd.
De op een 3,7L motor aangedreven DB4 Grand Touring zorgde in 1958 voor een ommekeer in de geschiedenis van het merk waarbij besloten werd zich meer te specialiseren in auto's die voor de normale weg bedoeld waren. Een absoluut hoogtepunt was in 1964 het gebruik van de inmiddels wereldberoemde DB5 in de James Bond films Goldfinger en Thunderball (en later ook in de films Goldeneye, Tomorrow Never Dies, Casino Royale en Skyfall). De DB5 was ook te zien in The World is Not Enough. Een klein stukje van de scène is uit de film geknipt. Na de DB5 volgden achtereenvolgens de DB6 (1965-1970) en de DBS en DBS V8 (1967-1972) die op het laatst Vantage genoemd werd.
Hoewel James Bond in 1969 nog de Aston Martin DBS bestuurde in On her Majesty's Secret Service gaat het eigenlijk vanaf 1968 minder met Aston Martin, waarna het merk in 1972 overgenomen werd door Company Developments. Mede door toenemende milieu-eisen kwam het bedrijf wederom in de problemen en in 1975 werd het merk overgenomen door de Amerikaanse zakenmensen George Minden en Peter Sprague.
De nieuwe eigenaren vernieuwden de modellijn met de introductie van de V8 Vantage in 1977 en de cabrioletuitvoering van de Vantage die de naam Volante droeg. In 1980 kwam Aston Martin met de Bulldog, een prototype dat moest aantonen dat Aston Martin in staat was een "supercar" te bouwen. Dit prototype was een voorbode voor de Lagonda, een voor die tijd zeer futuristische wigvormige sedan. Vervolgens werd de onderneming tweemaal verkocht alvorens de algemeen directeurs Victor Gauntlett en Tim Healey het bedrijf in 1984 kochten.
Uiteindelijk werd Ford in 1987 voor 75% eigenaar van Aston Martin. In 1993 kocht Ford de laatste aandelen van Victor Gauntlett en bracht het beroemde merk onder in haar Premier Automotive Group waar ook Volvo, LandRover en Jaguar ondergebracht zijn. Nadat Ford volledig eigenaar was geworden is er veel geld geïnvesteerd in het verbeteren van de productiefaciliteiten en het opvoeren van de productie. In 1994 werd een nieuwe fabriek aan de Banbury Road in Bloxham in gebruik genomen, gevolgd door een nieuwe Gaydonfabriek in 2003.
In datzelfde jaar rijdt James Bond (The Living Daylights) na een uitstapje naar Lotus in een Aston Martin. Dit keer mag Bond van zijn baas plaatsnemen in een Aston Martin V8 Vantage, die dan wel aan het einde van zijn levensduur is gekomen. De V8 wordt vervangen door de Virage. In 1992 werd een nieuwe Vantage aangekondigd die boven de Virage geplaatst werd. In het daaropvolgende jaar werd de DB-lijn nieuw leven in geblazen met de introductie van de DB7 (1993-2003) als "instapmodel".
In 2003 kondigde het bedrijf aan terug te keren in de racerij met een nieuwe divisie onder de naam "Aston Martin Racing". Deze divisie is samen met het bedrijf Prodrive verantwoordelijk voor de ontwikkeling en productie van de DBR9. Dit is een auto van de GT-klasse en deze zal onder andere deel gaan nemen aan de 24 uur van Le Mans.
Dankzij de nieuwe impuls als gevolg van de overname van Ford maakte Aston Martin weer eigenzinnige auto's zoals de Aston Martin V8 Vantage (2005-2017), DB9 (2003-2016) en de Vanquish V12 (2001-2007) die James Bond in Die Another Day als auto van de zaak mocht gebruiken. In 2010 kwam de Rapide op de markt, de tweede vierdeurs Aston Martin na de Lagonda. Ook James Bond blijft zijn merk trouw. In de film Casino Royale (2006) krijgt Bond de beschikking over de vernieuwde Aston Martin DBS, en mag hij nog één keer een ritje maken in de DB5 (deze wint 007 tijdens een spelletje poker). In Skyfall (2012) rijdt James Bond opnieuw in zijn vertrouwde DB5, in deze auto vlucht hij met M. In de film Spectre maakt Bond gebruik van de Aston Martin DB10. Van de auto werd een zeer beperkte oplage gemaakt voor gebruik in de film. Twee auto's daarvan werden als "showmodel" bewaard, in februari 2016 werd een van de auto's geveild; de DB10 bracht ruim 3 miljoen euro op voor het goede doel.

## Modellen
Automotive-parter Bosch heeft in samenwerking met Aston Martin een nieuw prototype hybride sportwagen geproduceerd. De nieuwe auto draagt de naam: DB9 Plug-In Hybride. De auto is niet helemaal veranderd omdat de typische 6,0 liter V12 motor nog steeds als hoofdaandrijving functioneert. Echter zijn er twee elektromotoren ingebouwd om ook de voorwielen te voorzien van een extra 115 pk per wiel. Deze elektromotoren worden gevoed door een lithium-ionbatterij van 8,6 kWh zodat men een reikwijdte van 26 kilometer heeft. De prestaties van de nieuwe auto bewijzen echter dat het hybride systeem wel degelijk een toevoegende waarde heeft. De auto snelt van 0 naar 100 km/h in 3,7 seconden hoewel er 300 kilogram aan materiaal aan de auto werd toegevoegd. Het totale vermogen van de auto bedraagt 740 pk.
Aston Martin wil in 2026 voor elk model een PHEV of volledig elektrische auto (BEV) versie hebben en vanaf 2030 alleen nog volledig elektrische auto's.

### Huidige modellen
- Aston Martin Vantage (Coupé en Roadster)
- Aston Martin DB11 (V8 Coupé, V8 Volante en AMR Coupé)
- Aston Martin DBS Superleggera (Coupé en Volante)
- Aston Martin DBS 770 Ultimate
- Aston Martin DBX
- Aston Martin Valkyrie

### Modelhistorie
| Productie                  | Type                               | Opmerking | Afbeelding |
| -------------------------- | ---------------------------------- | --- | ---------- |
| Toekomstige modellen       |                                    | |            |
| Nog niet bekend            | Aston Martin DB12, DB13, DB14      | Op 20 augustus 2014 werd bekendgemaakt dat Aston Martin de modelnamen DB10 tot en met DB14 had vastgelegd. |            |
| Vanaf 2023                 | Aston Martin Valhalla              | Een plug-in hybride sportwagen ontwikkeld op basis van de in 2019 gepresenteerde AM-RB-003, een supercar ontstaan uit een samenwerking tussen Aston Martin en Red Bull Racing. Inmiddels is er geen relatie meer tussen Red Bull en Aston Martin in de Formule 1.                       |            |
| Conceptmodellen            |                                    | |            |
| 2015                       | Aston Martin DBX Concept           | Op de Autosalon van Genève werd in 2015 de DBX gepresenteerd, een volledig elektrische SUV. |            |
| 2014-2015                  | Aston Martin DB10                  | Conceptwagen speciaal ontwikkeld voor de James Bond-film Spectre. Er werden in totaal 10 exemplaren gebouwd, 8 voor gebruik in de film en 2 voor promotionele doeleinden. In 2016 werd een van deze twee laatste geveild voor €3.135.000.                                               |            |
| 2009                       | Lagonda Concept                    | In 2009 werd op de Autosalon van Genève het concept van een Lagonda SUV gepresenteerd. |            |
| 2001                       | Aston Martin 20/20                 | Conceptcar van Giugiaro, op basis van de DB7, gepresenteerd op de autoshow van 2001 in Genève, met een zichtbare aluminium structuur. |            |
| 1993                       | Lagonda Vignale                    | In 1993 werd de conceptauto Lagonda Vignale getoond op de Autosalon van Genève. |            |
| 1979                       | Aston Martin Bulldog               | De Bulldog was een conceptauto van Aston Martin. Oorspronkelijk doel was een kleine oplage van ca. 25 stuks. |            |
| 1944                       | Aston Martin Atom                  | De Atom werd ontwikkeld in de Tweede Wereldoorlog. Hij had een buizenframe en een 2,0 L viercilindermotor. |            |
| Modellen vanaf 2000        |                                    | |            |
| Vanaf 2021                 | Aston Martin Valkyrie              | De eerste hypercar van Aston Martin. |            |
| Vanaf 2020                 | Aston Martin DBX                   | De eerste SUV van Aston Martin. |            |
| Vanaf 2018                 | Aston Martin DBS Superleggera      | |            |
| Vanaf 2018                 | Aston Martin Vantage               | |            |
| Vanaf 2016                 | Aston Martin DB11                  | De opvolger van de in de 2004 geïntroduceerde "DB9". De reden dat de auto geen DB10 genoemd wordt, is omdat die naam al is gebruikt voor een auto die speciaal ontwikkeld was voor de James Bond-film Spectre.                                                                          |            |
| 2015-2018                  | Lagonda Taraf                      | Een luxueuze sportsedan met zeer eigen ontwerp. In 2014 gepresenteerd, er werden slechts 120 stuks gemaakt, voornamelijk voor het Midden-Oosten. |            |
| 2015-2016                  | Aston Martin Vulcan                | Tweedeurs sportwagen die in beperkte oplage geproduceerd is |            |
| 2012-2018                  | Aston Martin Vanquish              | Het nieuwe vlaggenschip van Aston Martin, dat de DBS vervangt. Heeft meer een eigen design dan zijn voorganger. Het gehele chassis is van carbon. |            |
| 2011-2012                  | Aston Martin Virage                | Tweede generatie Virage, werd in maart 2011 gelanceerd op de Autosalon van Genève en was leverbaar in 2 uitvoeringen: de coupé of de Volante (cabriolet). |            |
| 2011-2013                  | Aston Martin Cygnet                | Gebaseerd op de Toyota iQ. Aanvankelijk zal hij exclusief beschikbaar zijn voor de bezitters van een Aston Martin. |            |
| 2010-2020                  | Aston Martin Rapide                | De eerste vierdeurs Aston sinds de Aston Marin Lagonda die tot 1989 geproduceerd is. |            |
| 2009-2012                  | Aston Martin One-77                | Een supersportwagen met een gelimiteerde oplage van 77 stuks, gepresenteerd in 2008 op de Paris Motor Show. |            |
| 2009-2018                  | Aston Martin V12 Vantage           | Gepresenteerd in maart 2009 op de Salon van Genève. Productieversie van de V12 Vantage RS conceptcar |            |
| 2007-2012                  | Aston Martin DBS                   | Vervangt het vlaggenschip van het merk, de Aston Martin V12 Vanquish. |            |
| 2005-2017                  | Aston Martin V8 Vantage            | Compacte sportwagen met V8-motor. In het voorjaar van 2007 werd de Roadster toegevoegd aan het gamma. In 2011 volgde nog de sportieve versie Vantage S. |            |
| 2004-2016                  | Aston Martin DB9                   | 2+2-zits als coupé en als cabriolet (Volante). Beide modellen zijn voorzien van de V12-motor uit de Vanquish. |            |
| 2003                       | Aston Martin DB7 Zagato            | Gelimiteerde editie. Na de introductie in Parijs in oktober 2002 was de gehele productie direct uitverkocht. Slechts 99 exemplaren werden verkocht, één extra werd bewaard voor het Aston Martin museum.                                                                                |            |
| 2002-2004                  | Aston Martin DB AR1                | Gelimiteerde grand tourer editie voor de VS (AR1: American Roadster 1). De AR1 heeft de 6,0 liter, 48-kleppen, V12-motor van de V12 Vantage. Er werden slechts 99 stuks van gebouwd voor de verkoop.                                                                                    |            |
| 2001-2007                  | Aston Martin V12 Vanquish          | Ontworpen door James Wanker, geïntroduceerd in New York. Bekend uit de Bondfilm Die Another Day. Motor: 6 liter V12. De Vanquish S werd geïntroduceerd in Parijs. Motor: 6 liter V12 537 pk, koppel: 577 Nm, top: 322 km/h.                                                             |            |
| Modellen van 1940 tot 2000 |                                    | |            |
| 1994-2003                  | Aston Martin DB7                   | De 6-cilinder DB7 was het instapmodel onder de Virage. Het was het meest geproduceerde model van Aston Martin met meer dan 7000 stuks. |            |
| 1989-2000                  | Aston Martin Virage                | Vervanger van de inmiddels oude V8-modellen. De 1790 kg zware auto haalde een top van 254 km/h. Leverbaar als coupé, Volante (cabrio), Vantage (twin supercharged), Shooting Brake (estate). In 2000 vervangen door de Vanquish.                                                        |            |
| 1986-1990                  | Aston Martin V8 Zagato             | De V8 Zagato is gebaseerd op de V8, maar met Zagato-carrosserie. Een hoekig ontwerp met een moderne interpretatie van de DB4 GT Zagato. Speciaal het grille-design was controversieel.                                                                                                  |            |
| 1977-1989                  | Aston Martin V8 Vantage            | Bij zijn introductie gepresenteerd als "Britain's First Supercar" vanwege zijn topsnelheid van 274 km/h. Gebaseerd op de V8, maar toch een apart model met o.a de gesloten bult op de motorkap t.o. de open versie op de normale V8 en een spoiler op het kofferdeksel.                 |            |
| 1976-1989                  | Aston Martin Lagonda               | Luxueuze 4-deurs sedan, een omstreden ontwerp van William Towns. Er werden totaal 645 stuks gebouwd. |            |
| 1969-1989                  | Aston Martin V8                    | Zelfde carrosserie als de 6-cilinder DBS, met rondere grille en 4 koplampen. En Hillman Hunter achterlichten. |            |
| 1967-1972                  | Aston Martin DBS                   | Groter dan de DB6, die hij opvolgde, met 4 volwaardige zitplaatsen. Modern ontwerp met een hoekig radiatorrooster. |            |
| 1965-1969                  | Aston Martin DB6                   | Betere stroomlijn en verhoogde specificaties ten opzichte van de DB5. Een cabrio, de Volante, werd in 1966 gepresenteerd op de London Motor Show. Deze naam werd hier voor het eerst toegepast, en wordt tot op heden gebruikt voor de cabrio's. Er werden in totaal 140 stuks gebouwd. |            |
| 1963-1965                  | Aston Martin DB5                   | Een van de succesvolste sportwagens aller tijden. Beroemd uit de Bondfilm Goldfinger. |            |
| 1961-1963                  | Aston Martin DB4 GT Zagato         | Een door Zagato verbeterde versie van de DB4 GT. De Zagato-motor leverde 314 pk (234 kW), van 0 tot 100 km/h in 6,1 s en een topsnelheid van 246 km/h. Er werden 24 stuks van gebouwd.                                                                                                  |            |
| 1961-1963                  | Aston Martin DB4 Vantage           | Bij de introductie van de DB4 Serie IV, werd ook de high-performance DB4 Vantage aangeboden. De Vantage-modellen kregen de verzonken koplampen van de DB4 GT. Dit ontwerp was de basis voor zijn opvolger, de DB5.                                                                      |            |
| 1958-1963                  | Aston Martin DB4                   | Totaal afwijkend ontwerp van zijn voorganger, de DB Mark III. Zijn unieke design en prestaties vormden de basis voor de toekomstige Aston Martin klassiekers en zijn opvolger, de DB5.                                                                                                  |            |
| 1957-1959                  | Aston Martin DB Mark III           | Verdere ontwikkeling van zijn voorganger, de DB2/4 Mark II. |            |
| 1953-1957                  | Aston Martin DB2/4                 | Grand tourer, gebaseerd op en opvolger van de DB2. Van de DB2/4 MkII werden maar 199 exemplaren gebouwd. |            |
| 1950-1953                  | Aston Martin DB2                   | Een sportwagen, die een enorme vooruitgang was ten opzichte van de 2-liter Sports, die hij verving. |            |
| 1948-1950                  | Aston Martin 2-Litre Sports (DB1)  | Het eerste product onder de nieuwe directeur, David Brown, gebaseerd op de Atom, naderhand bekend geworden onder de naam DB1. Er werden slechts 15 stuks verkocht. |            |
| Modellen van 1921-1940     |                                    | |            |
| 1939-1939                  | Aston Martin 2 litre C-Type        | |            |
| 1937-1939                  | Aston Martin 15/98                 | |            |
| 1936-1938                  | Aston Martin 2 litre Speed         | Aston Martin 2-Liter 2/4-Seater Sports |            |
| 1934-1936                  | Aston Martin Ulster                | Raceversie van de MKII. |            |
| 1934-1936                  | Aston Martin Mk II                 | |            |
| 1933-1934                  | Aston Martin 12/50 Standard        | |            |
| 1932-1934                  | Aston Martin Le Mans               | 2- of 4-zits sportwagens, motor: 1,5 liter, 70 pk. Aluminium carrosserie op apart stalen chassis. De wagens waren lang, laag, en direct herkenbaar aan hun karakteristieke radiatorvorm. Slechts 130 stuks werden geproduceerd.                                                         |            |
| 1932-1932                  | Aston Martin International Le Mans | |            |
| 1929-1932                  | Aston Martin International         | 2/4-seater met 1,5-liter motor. |            |
| 1927-1932                  | Aston Martin First Series          | |            |
| 1921-1925                  | Aston Martin Standard Sports       | |            |

#### AMG Motoren
Aston Martin en Mercedes-Benz AMG hebben in juli 2013 bekendgemaakt een intentieverklaring te hebben getekend. De huidige motoren, geproduceerd door Ford, worden vervangen door motoren van het Duitse AMG. Of het gaat om nieuwe gezamenlijk ontwikkelde motoren is nog niet bekend.

## Tijdlijn
| « vorig — Aston Martin-modellen van 1980 tot heden | « vorig — Aston Martin-modellen van 1980 tot heden | « vorig — Aston Martin-modellen van 1980 tot heden | « vorig — Aston Martin-modellen van 1980 tot heden | « vorig — Aston Martin-modellen van 1980 tot heden | « vorig — Aston Martin-modellen van 1980 tot heden | « vorig — Aston Martin-modellen van 1980 tot heden | « vorig — Aston Martin-modellen van 1980 tot heden | « vorig — Aston Martin-modellen van 1980 tot heden | « vorig — Aston Martin-modellen van 1980 tot heden | « vorig — Aston Martin-modellen van 1980 tot heden | « vorig — Aston Martin-modellen van 1980 tot heden | « vorig — Aston Martin-modellen van 1980 tot heden | « vorig — Aston Martin-modellen van 1980 tot heden | « vorig — Aston Martin-modellen van 1980 tot heden | « vorig — Aston Martin-modellen van 1980 tot heden | « vorig — Aston Martin-modellen van 1980 tot heden | « vorig — Aston Martin-modellen van 1980 tot heden | « vorig — Aston Martin-modellen van 1980 tot heden | « vorig — Aston Martin-modellen van 1980 tot heden | « vorig — Aston Martin-modellen van 1980 tot heden | « vorig — Aston Martin-modellen van 1980 tot heden | « vorig — Aston Martin-modellen van 1980 tot heden | « vorig — Aston Martin-modellen van 1980 tot heden | « vorig — Aston Martin-modellen van 1980 tot heden | « vorig — Aston Martin-modellen van 1980 tot heden | « vorig — Aston Martin-modellen van 1980 tot heden | « vorig — Aston Martin-modellen van 1980 tot heden | « vorig — Aston Martin-modellen van 1980 tot heden | « vorig — Aston Martin-modellen van 1980 tot heden | « vorig — Aston Martin-modellen van 1980 tot heden | « vorig — Aston Martin-modellen van 1980 tot heden | « vorig — Aston Martin-modellen van 1980 tot heden | « vorig — Aston Martin-modellen van 1980 tot heden | « vorig — Aston Martin-modellen van 1980 tot heden | « vorig — Aston Martin-modellen van 1980 tot heden | « vorig — Aston Martin-modellen van 1980 tot heden | « vorig — Aston Martin-modellen van 1980 tot heden | « vorig — Aston Martin-modellen van 1980 tot heden | « vorig — Aston Martin-modellen van 1980 tot heden | « vorig — Aston Martin-modellen van 1980 tot heden | « vorig — Aston Martin-modellen van 1980 tot heden | « vorig — Aston Martin-modellen van 1980 tot heden | « vorig — Aston Martin-modellen van 1980 tot heden | « vorig — Aston Martin-modellen van 1980 tot heden | « vorig — Aston Martin-modellen van 1980 tot heden |
| -------------------------------------------------- | -------------------------------------------------- | -------------------------------------------------- | -------------------------------------------------- | -------------------------------------------------- | -------------------------------------------------- | -------------------------------------------------- | -------------------------------------------------- | -------------------------------------------------- | -------------------------------------------------- | -------------------------------------------------- | -------------------------------------------------- | -------------------------------------------------- | -------------------------------------------------- | -------------------------------------------------- | -------------------------------------------------- | -------------------------------------------------- | -------------------------------------------------- | -------------------------------------------------- | -------------------------------------------------- | -------------------------------------------------- | -------------------------------------------------- | -------------------------------------------------- | -------------------------------------------------- | -------------------------------------------------- | -------------------------------------------------- | -------------------------------------------------- | -------------------------------------------------- | -------------------------------------------------- | -------------------------------------------------- | -------------------------------------------------- | -------------------------------------------------- | -------------------------------------------------- | -------------------------------------------------- | -------------------------------------------------- | -------------------------------------------------- | -------------------------------------------------- | -------------------------------------------------- | -------------------------------------------------- | -------------------------------------------------- | -------------------------------------------------- | -------------------------------------------------- | -------------------------------------------------- | -------------------------------------------------- | -------------------------------------------------- | -------------------------------------------------- |
| Type                                               | 1980                                               | 1980                                               | 1980                                               | 1980                                               | 1980                                               | 1980                                               | 1980                                               | 1980                                               | 1980                                               | 1980                                               | 1990                                               | 1990                                               | 1990                                               | 1990                                               | 1990                                               | 1990                                               | 1990                                               | 1990                                               | 1990                                               | 1990                                               | 2000                                               | 2000                                               | 2000                                               | 2000                                               | 2000                                               | 2000                                               | 2000                                               | 2000                                               | 2000                                               | 2000                                               | 2010                                               | 2010                                               | 2010                                               | 2010                                               | 2010                                               | 2010                                               | 2010                                               | 2010                                               | 2010                                               | 2010                                               | 2020                                               | 2020                                               | 2020                                               | 2020                                               | 2020                                               |
| Type                                               | 0                                                  | 1                                                  | 2                                                  | 3                                                  | 4                                                  | 5                                                  | 6                                                  | 7                                                  | 8                                                  | 9                                                  | 0                                                  | 1                                                  | 2                                                  | 3                                                  | 4                                                  | 5                                                  | 6                                                  | 7                                                  | 8                                                  | 9                                                  | 0                                                  | 1                                                  | 2                                                  | 3                                                  | 4                                                  | 5                                                  | 6                                                  | 7                                                  | 8                                                  | 9                                                  | 0                                                  | 1                                                  | 2                                                  | 3                                                  | 4                                                  | 5                                                  | 6                                                  | 7                                                  | 8                                                  | 9                                                  | 0                                                  | 1                                                  | 2                                                  | 3                                                  | 4                                                  |
| Miniklasse                                         |                                                    |                                                    |                                                    |                                                    |                                                    |                                                    |                                                    |                                                    |                                                    |                                                    |                                                    |                                                    |                                                    |                                                    |                                                    |                                                    |                                                    |                                                    |                                                    |                                                    |                                                    |                                                    |                                                    |                                                    |                                                    |                                                    |                                                    |                                                    |                                                    |                                                    |                                                    | Cygnet                                             | Cygnet                                             | Cygnet                                             |                                                    |                                                    |                                                    |                                                    |                                                    |                                                    |                                                    |                                                    |                                                    |                                                    |                                                    |
| Topklasse                                          | Lagonda                                            | Lagonda                                            | Lagonda                                            | Lagonda                                            | Lagonda                                            | Lagonda                                            | Lagonda                                            | Lagonda                                            | Lagonda                                            | Lagonda                                            |                                                    |                                                    |                                                    |                                                    |                                                    |                                                    |                                                    |                                                    |                                                    |                                                    |                                                    |                                                    |                                                    |                                                    |                                                    |                                                    |                                                    |                                                    |                                                    |                                                    | Rapide                                             | Rapide                                             | Rapide                                             | Rapide                                             | Rapide                                             | Rapide                                             | Rapide                                             | Rapide                                             | Rapide                                             | Rapide                                             | Rapide                                             |                                                    |                                                    |                                                    |                                                    |
| Topklasse                                          |                                                    |                                                    |                                                    |                                                    |                                                    |                                                    |                                                    |                                                    |                                                    |                                                    |                                                    |                                                    |                                                    |                                                    |                                                    |                                                    |                                                    |                                                    |                                                    |                                                    |                                                    |                                                    |                                                    |                                                    |                                                    |                                                    |                                                    |                                                    |                                                    |                                                    |                                                    |                                                    |                                                    |                                                    | Taraf                                              |                                                    |                                                    |                                                    |                                                    |                                                    |                                                    |                                                    |                                                    |                                                    |                                                    |
| GT                                                 |                                                    |                                                    |                                                    |                                                    |                                                    |                                                    |                                                    |                                                    |                                                    |                                                    |                                                    |                                                    |                                                    |                                                    | DB7                                                | DB7                                                | DB7                                                | DB7                                                | DB7                                                | DB7                                                | DB7                                                | DB7                                                | DB7                                                | DB7                                                | DB9 & V12 Virage                                   | DB9 & V12 Virage                                   | DB9 & V12 Virage                                   | DB9 & V12 Virage                                   | DB9 & V12 Virage                                   | DB9 & V12 Virage                                   | DB9 & V12 Virage                                   | DB9 & V12 Virage                                   | DB9 & V12 Virage                                   | DB9 & V12 Virage                                   | DB9 & V12 Virage                                   | DB9 & V12 Virage                                   | DB11                                               | DB11                                               | DB11                                               | DB11                                               | DB11                                               | DB11                                               | DB11                                               | DB11                                               | DB12                                               |
| GT                                                 | V8 Vantage                                         | V8 Vantage                                         | V8 Vantage                                         | V8 Vantage                                         | V8 Vantage                                         | V8 Vantage                                         | V8 Vantage                                         | V8 Vantage                                         | V8 Vantage                                         | V8 Vantage                                         |                                                    |                                                    |                                                    | V8 Vantage                                         | V8 Vantage                                         | V8 Vantage                                         | V8 Vantage                                         | V8 Vantage                                         | V8 Vantage                                         | V8 Vantage                                         | V8 Vantage                                         |                                                    |                                                    |                                                    |                                                    | V8 Vantage / V12 Vantage                           | V8 Vantage / V12 Vantage                           | V8 Vantage / V12 Vantage                           | V8 Vantage / V12 Vantage                           | V8 Vantage / V12 Vantage                           | V8 Vantage / V12 Vantage                           | V8 Vantage / V12 Vantage                           | V8 Vantage / V12 Vantage                           | V8 Vantage / V12 Vantage                           | V8 Vantage / V12 Vantage                           | V8 Vantage / V12 Vantage                           | V8 Vantage / V12 Vantage                           | V8 Vantage / V12 Vantage                           | Vantage                                            | Vantage                                            | Vantage                                            | Vantage                                            | Vantage                                            | Vantage                                            | Vantage                                            |
| GT                                                 | V8                                                 | V8                                                 | V8                                                 | V8                                                 | V8                                                 | V8                                                 | V8                                                 | V8                                                 | V8                                                 | V8                                                 | V8 Virage                                          | V8 Virage                                          | V8 Virage                                          | V8 Virage                                          | V8 Virage                                          | V8 Virage                                          | V8 Coupé                                           | V8 Coupé                                           | V8 Coupé                                           | V8 Coupé                                           | V8 Coupé                                           | V12 Vanquish                                       | V12 Vanquish                                       | V12 Vanquish                                       | V12 Vanquish                                       | V12 Vanquish                                       | V12 Vanquish                                       | DBS V12                                            | DBS V12                                            | DBS V12                                            | DBS V12                                            | DBS V12                                            | Vanquish                                           | Vanquish                                           | Vanquish                                           | Vanquish                                           | Vanquish                                           | Vanquish                                           | DBS Superleggera                                   | DBS Superleggera                                   | DBS Superleggera                                   | DBS Superleggera                                   | DBS Superleggera                                   | DBS Superleggera                                   | DBS Superleggera                                   |
| SUV                                                |                                                    |                                                    |                                                    |                                                    |                                                    |                                                    |                                                    |                                                    |                                                    |                                                    |                                                    |                                                    |                                                    |                                                    |                                                    |                                                    |                                                    |                                                    |                                                    |                                                    |                                                    |                                                    |                                                    |                                                    |                                                    |                                                    |                                                    |                                                    |                                                    |                                                    |                                                    |                                                    |                                                    |                                                    |                                                    |                                                    |                                                    |                                                    |                                                    |                                                    | DBX                                                | DBX                                                | DBX                                                | DBX                                                | DBX                                                |
| Beperkte oplage                                    |                                                    |                                                    |                                                    |                                                    |                                                    |                                                    |                                                    |                                                    |                                                    |                                                    |                                                    |                                                    |                                                    |                                                    |                                                    |                                                    |                                                    |                                                    |                                                    |                                                    |                                                    |                                                    |                                                    |                                                    |                                                    |                                                    |                                                    |                                                    |                                                    |                                                    | One-77                                             | One-77                                             | One-77                                             |                                                    |                                                    | Vulcan                                             | Vulcan                                             |                                                    |                                                    |                                                    |                                                    | Victor                                             |                                                    |                                                    |                                                    |
| Beperkte oplage                                    |                                                    |                                                    |                                                    |                                                    |                                                    |                                                    | V8 Zagato                                          | V8 Zagato                                          | V8 Zagato                                          | V8 Zagato                                          |                                                    |                                                    |                                                    |                                                    |                                                    |                                                    |                                                    |                                                    |                                                    |                                                    |                                                    |                                                    |                                                    | DB7 Zagato                                         |                                                    |                                                    |                                                    |                                                    |                                                    |                                                    |                                                    | V12 Zagato                                         | V12 Zagato                                         |                                                    |                                                    |                                                    |                                                    |                                                    |                                                    |                                                    | DBS GT Zagato                                      | DBS GT Zagato                                      |                                                    |                                                    |                                                    |
| Beperkte oplage                                    |                                                    |                                                    |                                                    |                                                    |                                                    |                                                    |                                                    |                                                    |                                                    |                                                    |                                                    |                                                    |                                                    |                                                    |                                                    |                                                    |                                                    |                                                    |                                                    |                                                    |                                                    |                                                    |                                                    |                                                    |                                                    |                                                    |                                                    |                                                    |                                                    |                                                    |                                                    |                                                    |                                                    |                                                    |                                                    |                                                    |                                                    |                                                    |                                                    |                                                    | Valkyrie                                           |                                                    |                                                    |                                                    |                                                    |
| Beperkte oplage                                    |                                                    |                                                    |                                                    |                                                    |                                                    |                                                    |                                                    |                                                    |                                                    |                                                    |                                                    |                                                    |                                                    |                                                    |                                                    |                                                    |                                                    |                                                    |                                                    |                                                    |                                                    |                                                    |                                                    |                                                    |                                                    |                                                    |                                                    |                                                    |                                                    |                                                    |                                                    |                                                    |                                                    |                                                    |                                                    |                                                    |                                                    |                                                    |                                                    |                                                    |                                                    |                                                    | Valhalla                                           |                                                    |                                                    |
| Beperkte oplage                                    |                                                    |                                                    |                                                    |                                                    |                                                    |                                                    |                                                    |                                                    |                                                    |                                                    |                                                    |                                                    |                                                    |                                                    |                                                    |                                                    |                                                    |                                                    |                                                    |                                                    |                                                    | DB AR1                                             |                                                    |                                                    |                                                    |                                                    |                                                    |                                                    |                                                    |                                                    |                                                    |                                                    |                                                    |                                                    |                                                    |                                                    |                                                    |                                                    |                                                    |                                                    |                                                    |                                                    |                                                    |                                                    |                                                    |
| Eigenaar                                           | Minden & Sprague                                   | Gauntlett & Healey                                 | Gauntlett & Healey                                 | Gauntlett & Healey                                 | Gauntlett & Healey                                 | Gauntlett & Healey                                 | Gauntlett & Healey                                 | Gauntlett & Healey                                 | Gauntlett & Healey                                 | Gauntlett & Healey                                 | Gauntlett & Healey                                 | Gauntlett & Healey                                 | Gauntlett & Healey                                 | Ford                                               | Ford                                               | Ford                                               | Ford                                               | Ford                                               | Ford                                               | Ford                                               | Ford                                               | Ford                                               | Ford                                               | Ford                                               | Ford                                               | Ford                                               | Ford                                               | Onafhankelijk consortium                           | Onafhankelijk consortium                           | Onafhankelijk consortium                           | Onafhankelijk consortium                           | Onafhankelijk consortium                           | Onafhankelijk consortium                           | Onafhankelijk consortium                           | Onafhankelijk consortium                           | Onafhankelijk consortium                           | Onafhankelijk consortium                           | Onafhankelijk consortium                           | Aston Martin Lagonda Global Holdings plc.          | Aston Martin Lagonda Global Holdings plc.          | Aston Martin Lagonda Global Holdings plc.          | Aston Martin Lagonda Global Holdings plc.          | Aston Martin Lagonda Global Holdings plc.          | Aston Martin Lagonda Global Holdings plc.          | Aston Martin Lagonda Global Holdings plc.          |
| Legende                                            |                                                    | Uitgebracht als Aston Martin                       | Uitgebracht als Aston Martin                       | Uitgebracht als Aston Martin                       | Uitgebracht als Aston Martin                       | Uitgebracht als Aston Martin                       | Uitgebracht als Aston Martin                       | Uitgebracht als Aston Martin                       | Uitgebracht als Aston Martin                       | Uitgebracht als Aston Martin                       | Uitgebracht als Aston Martin                       | Uitgebracht als Aston Martin                       | Uitgebracht als Aston Martin                       | Uitgebracht als Aston Martin                       | Uitgebracht als Aston Martin                       | Uitgebracht als Lagonda                            | Uitgebracht als Lagonda                            | Uitgebracht als Lagonda                            | Uitgebracht als Lagonda                            | Uitgebracht als Lagonda                            | Uitgebracht als Lagonda                            | Uitgebracht als Lagonda                            | Uitgebracht als Lagonda                            | Uitgebracht als Lagonda                            | Uitgebracht als Lagonda                            | Uitgebracht als Lagonda                            | Uitgebracht als Lagonda                            | Uitgebracht als Lagonda                            | Uitgebracht als Lagonda                            | Gebaseerd op de Toyota iQ                          | Gebaseerd op de Toyota iQ                          | Gebaseerd op de Toyota iQ                          | Gebaseerd op de Toyota iQ                          | Gebaseerd op de Toyota iQ                          | Gebaseerd op de Toyota iQ                          | Gebaseerd op de Toyota iQ                          | Gebaseerd op de Toyota iQ                          | Gebaseerd op de Toyota iQ                          | Gebaseerd op de Toyota iQ                          | Gebaseerd op de Toyota iQ                          | Gebaseerd op de Toyota iQ                          | Gebaseerd op de Toyota iQ                          | Gebaseerd op de Toyota iQ                          |                                                    |                                                    |

| Type            | 1940 | 1940                         | 1940                         | 1940                         | 1940                         | 1950                         | 1950                         | 1950                         | 1950                         | 1950                         | 1950                         | 1950                         | 1950                         | 1950                    | 1950                    | 1960                    | 1960                    | 1960                    | 1960                    | 1960                    | 1960                    | 1960                    | 1960                    | 1960                    | 1960                    | 1970             | 1970             | 1970                 | 1970                 | 1970                 | 1970             | 1970             | 1970             | 1970             | 1970             |                  |                  |                  |                  |                  |
| Type            | 5    | 6                            | 7                            | 8                            | 9                            | 0                            | 1                            | 2                            | 3                            | 4                            | 5                            | 6                            | 7                            | 8                       | 9                       | 0                       | 1                       | 2                       | 3                       | 4                       | 5                       | 6                       | 7                       | 8                       | 9                       | 0                | 1                | 2                    | 3                    | 4                    | 5                | 6                | 7                | 8                | 9                |                  |                  |                  |                  |                  |
| Topklasse       |      |                              |                              |                              |                              |                              |                              |                              |                              |                              |                              |                              |                              |                         |                         |                         |                         |                         |                         |                         |                         |                         |                         |                         |                         |                  |                  |                      |                      | Lagonda              | Lagonda          | Lagonda          | Lagonda          | Lagonda          | Lagonda          |                  |                  |                  |                  |                  |
| Topklasse       |      |                              |                              |                              | 2.6 liter                    | 2.6 liter                    | 2.6 liter                    | 2.6 liter                    | 3 liter                      | 3 liter                      | 3 liter                      | 3 liter                      | 3 liter                      | 3 liter                 |                         |                         | Rapide                  | Rapide                  | Rapide                  | Rapide                  |                         |                         |                         |                         |                         |                  |                  |                      |                      |                      |                  |                  |                  |                  |                  |                  |                  |                  |                  |                  |
| Sportwagen      |      |                              |                              | DB1                          | DB1                          | DB2                          | DB2                          | DB2                          |                              |                              |                              |                              |                              |                         |                         |                         |                         |                         |                         |                         |                         |                         |                         |                         |                         |                  |                  |                      |                      |                      |                  |                  |                  |                  |                  |                  |                  |                  |                  |                  |
| GT              |      |                              |                              |                              |                              |                              |                              |                              | DB2/4 & Mark III             | DB2/4 & Mark III             | DB2/4 & Mark III             | DB2/4 & Mark III             | DB2/4 & Mark III             | DB2/4 & Mark III        | DB4                     | DB4                     | DB4                     | DB4                     | DB5 & Volante           | DB5 & Volante           | DB5 & Volante           | DB6                     | DB6                     | DB6                     | DB6                     |                  |                  |                      |                      |                      |                  |                  |                  |                  |                  |                  |                  |                  |                  |                  |
| GT              |      |                              |                              |                              |                              |                              |                              |                              |                              |                              |                              |                              |                              |                         |                         |                         |                         |                         |                         |                         |                         |                         | DBS                     | DBS                     | DBS                     | DBS              | DBS              | Vantage              | Vantage              |                      |                  | V8 Vantage       | V8 Vantage       | V8 Vantage       | V8 Vantage       |                  |                  |                  |                  |                  |
| GT              |      |                              |                              |                              |                              |                              |                              |                              |                              |                              |                              |                              |                              |                         |                         |                         |                         |                         |                         |                         |                         |                         |                         | DBS V8 & AM V8          |                         |                  |                  |                      |                      |                      |                  |                  |                  |                  |                  |                  |                  |                  |                  |                  |
| Beperkte oplage |      |                              |                              |                              |                              |                              |                              |                              |                              |                              |                              |                              |                              |                         |                         | DB4 Zagato              | DB4 Zagato              | DB4 Zagato              |                         |                         |                         |                         |                         |                         |                         |                  |                  |                      |                      |                      |                  |                  |                  |                  |                  |                  |                  |                  |                  |                  |
| Eigenaar        |      |                              |                              | David Brown Ltd.             | David Brown Ltd.             | David Brown Ltd.             | David Brown Ltd.             | David Brown Ltd.             | David Brown Ltd.             | David Brown Ltd.             | David Brown Ltd.             | David Brown Ltd.             | David Brown Ltd.             | David Brown Ltd.        | David Brown Ltd.        | David Brown Ltd.        | David Brown Ltd.        | David Brown Ltd.        | David Brown Ltd.        | David Brown Ltd.        | David Brown Ltd.        | David Brown Ltd.        | David Brown Ltd.        | David Brown Ltd.        | David Brown Ltd.        | David Brown Ltd. | David Brown Ltd. | Company Developments | Company Developments | Company Developments | Minden & Sprague | Minden & Sprague | Minden & Sprague | Minden & Sprague | Minden & Sprague | Minden & Sprague | Minden & Sprague | Minden & Sprague | Minden & Sprague | Minden & Sprague |
| Legende         |      | Uitgebracht als Aston Martin | Uitgebracht als Aston Martin | Uitgebracht als Aston Martin | Uitgebracht als Aston Martin | Uitgebracht als Aston Martin | Uitgebracht als Aston Martin | Uitgebracht als Aston Martin | Uitgebracht als Aston Martin | Uitgebracht als Aston Martin | Uitgebracht als Aston Martin | Uitgebracht als Aston Martin | Uitgebracht als Aston Martin | Uitgebracht als Lagonda | Uitgebracht als Lagonda | Uitgebracht als Lagonda | Uitgebracht als Lagonda | Uitgebracht als Lagonda | Uitgebracht als Lagonda | Uitgebracht als Lagonda | Uitgebracht als Lagonda | Uitgebracht als Lagonda | Uitgebracht als Lagonda | Uitgebracht als Lagonda | Uitgebracht als Lagonda |                  |                  |                      |                      |                      |                  |                  |                  |                  |                  |                  |                  |                  |                  |                  |